# Kapelanie (Epen)

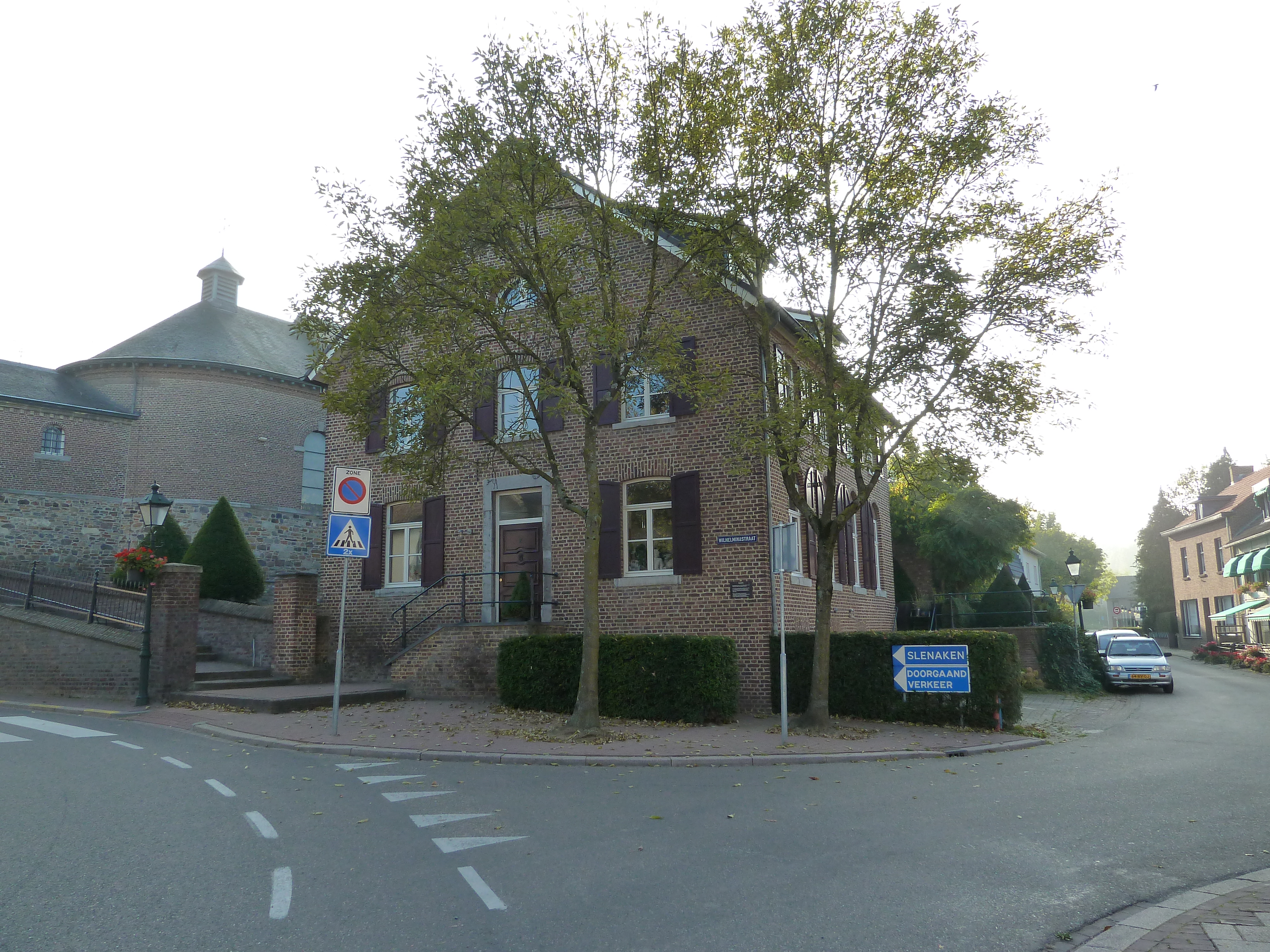
De Kapelanie

De Kapelanie is een gebouw in Epen in de Limburgse gemeente Gulpen-Wittem. Ze staat nabij de kerk Sint Paulus Bekering aan de splitsing van de Roodweg, Wilhelminastraat en Kapelaan Houbenstraat.
Ze werd gebouwd als lagere school aan het eind van de 18e eeuw. Vanaf 1882 is ze in gebruik als woning voor de kapelaans van het dorp.
Na verraad werd op 21 juli 1944 verzetsstrijder kapelaan Houben op deze plek gevangengenomen en afgevoerd door de Duitse bezetting.

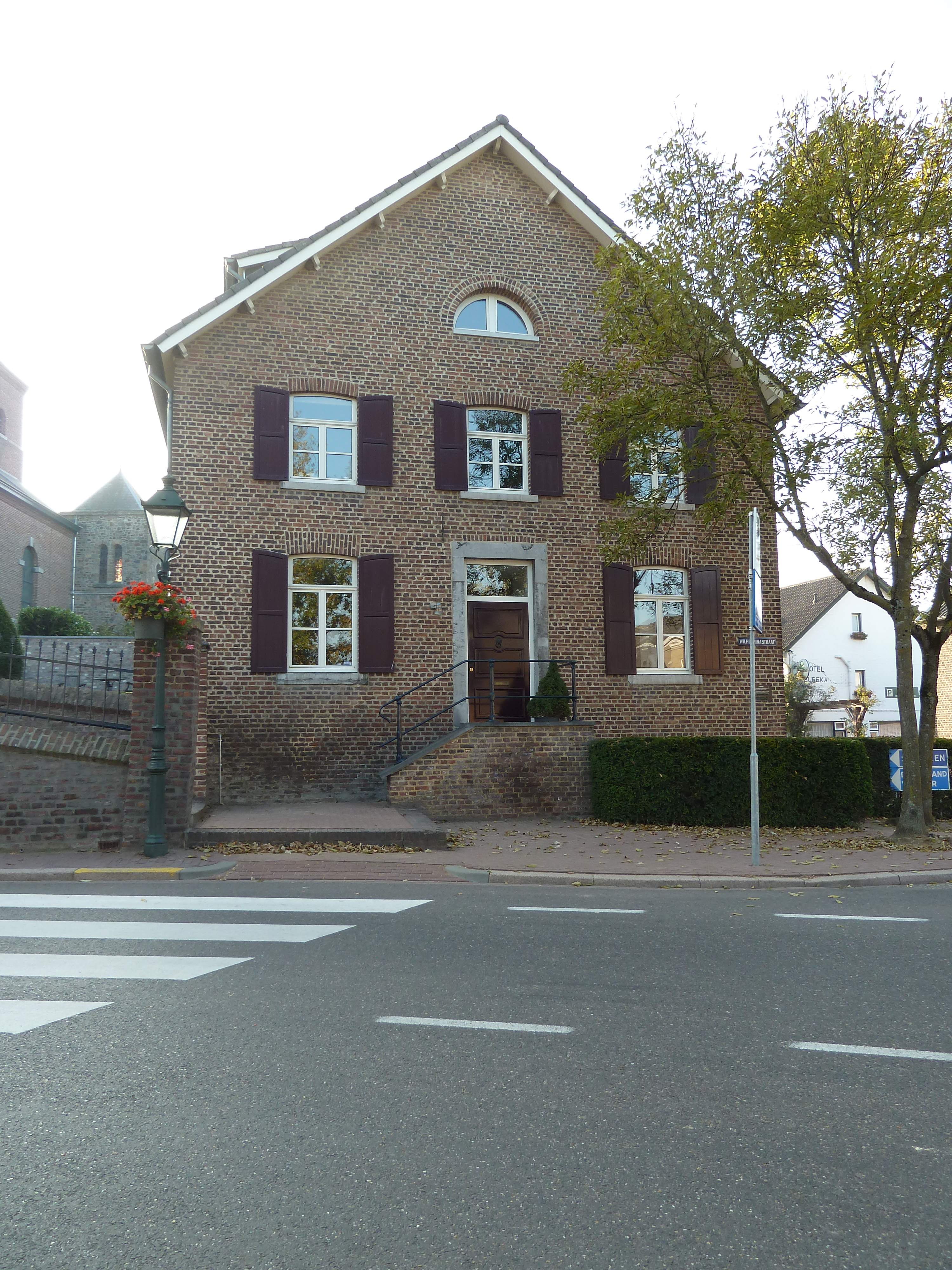
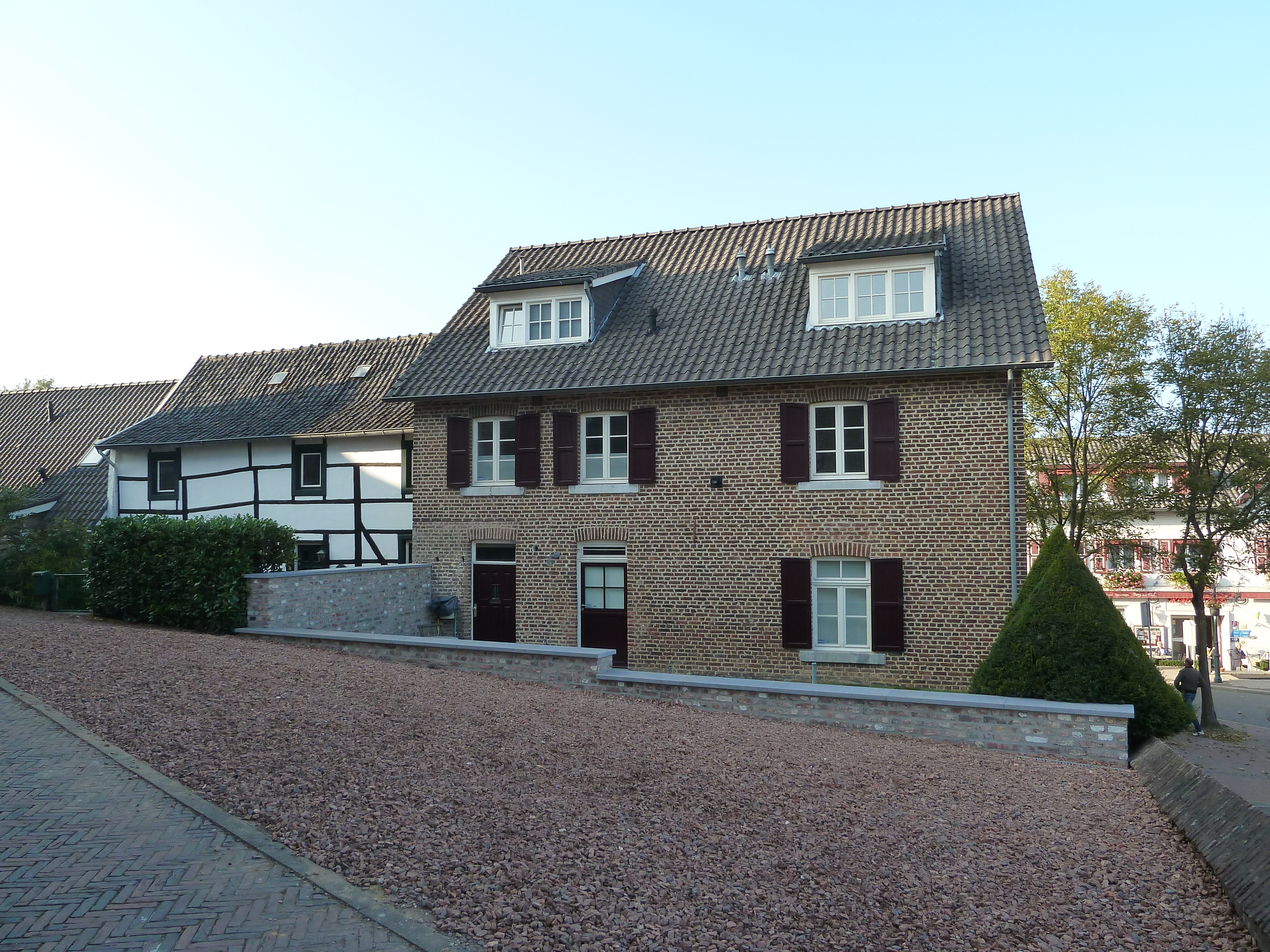